# Leichtathletik-Weltmeisterschaften 1991/4 × 400 m der Frauen

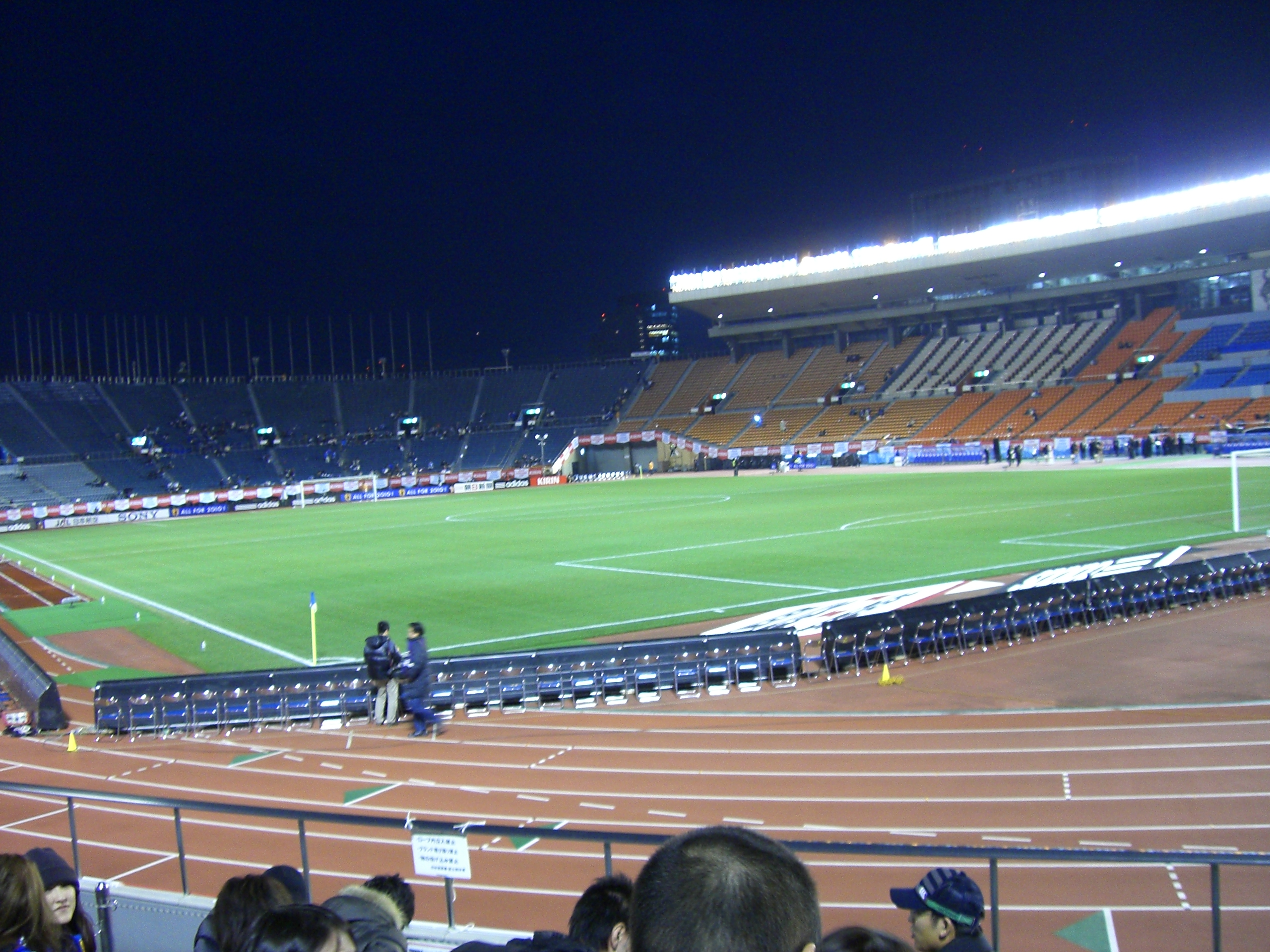
Das Olympiastadion in Tokio im Jahr 2008

Die 4-mal-400-Meter-Staffel der Frauen bei den Leichtathletik-Weltmeisterschaften 1991 am 30. August und 1. September 1991 im Olympiastadion der japanischen Hauptstadt Tokio ausgetragen.
Weltmeister wurde die Sowjetunion in der Besetzung Tazzjana Ljadouskaja (Finale), Ljudmyla Dschyhalowa, Olga Nasarowa und Olha Wladykina-Bryshina (Finale) sowie den im Vorlauf außerdem eingesetzten Anna Tschuprina und Tatjana Alexejewa.
Den zweiten Platz belegten die Vereinigten Staaten mit Rochelle Stevens, Diane Dixon, Jearl Miles (Finale) und Lillie Leatherwood sowie der im Vorlauf außerdem eingesetzten Natasha Kaiser.
Bronze ging an Deutschland in der Besetzung Uta Rohländer, Katrin Krabbe (Finale), Christine Wachtel und Grit Breuer (Finale) sowie den im Vorlauf außerdem eingesetzten Annett Hesselbarth und Katrin Schreiter.
Auch die nur im Vorlauf eingesetzten Läuferinnen erhielten entsprechendes Edelmetall.

## Rekorde

### Bestehende Rekorde
| Weltrekord | 3:15,17 min | Sowjetunion (Tazzjana Ljadouskaja, Olga Nasarowa, Marija Pinigina, Olha Bryshina) | OS in Seoul, Südkorea   | 1. Oktober 1988   |
| WM-Rekord  | 3:18,63 min | DDR (Dagmar Neubauer, Kirsten Emmelmann, Petra Müller, Sabine Busch)              | WM 1987 in Rom, Italien | 6. September 1987 |

### Rekordverbesserung
Die Weltmeisterstaffel aus der Sowjetunion (Tazzjana Ljadouskaja, Ljudmyla Dschyhalowa, Olga Nasarowa, Olha Wladykina-Bryshina) verbesserte den bestehenden WM-Rekord im Finale am 1. September um zwei Zehntelsekunden auf 3:18,43 min.

## Vorrunde
30. August 1991, 19:45 Uhr
Die Vorrunde wurde in zwei Läufen durchgeführt. Die ersten drei Staffeln pro Lauf – hellblau unterlegt – sowie die darüber hinaus zwei zeitschnellsten Teams – hellgrün unterlegt – qualifizierten sich für das Finale.

### Vorlauf 1
| Platz | Staffel     | Besetzung                                                                               | Zeit (min) |
| ----- | ----------- | --------------------------------------------------------------------------------------- | ---------- |
| 1     | USA         | Rochelle Stevens Diane Dixon Natasha Kaiser (Vorlauf) Lillie Leatherwood                | 3:24,92    |
| 2     | Deutschland | Uta Rohländer Annett Hesselbarth (Vorlauf) Christine Wachtel Katrin Schreiter (Vorlauf) | 3:25,93    |
| 3     | Kanada      | Rosey Edeh Karen Clarke Cheryl Allen Charmaine Crooks                                   | 3:27,15    |
| 4     | Ungarn      | Edit Molnár Ágnes Kozáry Noémi Bátori Judit Forgács                                     | 3:28,38    |
| 5     | Schweiz     | Kathrin Lüthi Regula Scalabrin Martha Grossenbacher Anita Protti                        | 3:30,32    |
| 6     | Norwegen    | Trine Rugsveen Lisbeth Pettersen Mona Karin Riisnes Sølvi Olsen                         | 3:32,76    |

### Vorlauf 2
| Platz | Staffel        | Besetzung                                                                                | Zeit (min) |
| ----- | -------------- | ---------------------------------------------------------------------------------------- | ---------- |
| 1     | Sowjetunion    | Anna Tschuprina (Vorlauf) Ljudmyla Dschyhalowa Tatjana Alexejewa (Vorlauf) Olga Nasarowa | 3:23,38    |
| 2     | Großbritannien | Phylis Smith Lorraine Hanson Linda Keough Sally Gunnell                                  | 3:23,89    |
| 3     | Nigeria        | Charity Opara Airat Bakare Omotayo Akinremi (Vorlauf) Fatima Yusuf                       | 3:26,29    |
| 4     | Spanien        | Blanca Lacambra Julia Merino Esther Lahoz (Vorlauf) Sandra Myers                         | 3:29,12    |
| 5     | Kuba           | Lencys Montelier Odalmis Limonta Nery McLeón Ana Fidelia Quirot                          | 3:31,43    |
| 6     | Japan          | Yumiko Tokuda Masayo Kitagwa Ryoko Sato Keiko Amano                                      | 3:35,82    |
| 7     | Indien         | Ashwini Nachappa Alphonsa Rayen Sylvina Cecil Pais Kutty Saramma                         | 3:38,54    |

## Finale
1. September 1991, 17:50 Uhr
| Platz | Staffel        | Besetzung | Zeit (min) |
| ----- | -------------- | --- | ---------- |
| 1     | Sowjetunion    | Tazzjana Ljadouskaja (Finale) Ljudmyla Dschyhalowa Olga Nasarowa Olha Wladykina-Bryshina (Finale) im Vorlauf außerdem: Anna Tschuprina Tatjana Alexejewa | 3:18,43 CR |
| 2     | USA            | Rochelle Stevens Diane Dixon Jearl Miles (Finale) Lillie Leatherwood im Vorlauf außerdem: Natasha Kaiser                                                 | 3:20,15    |
| 3     | Deutschland    | Uta Rohländer Katrin Krabbe (Finale) Christine Wachtel Grit Breuer (Finale) im Vorlauf außerdem: Annett Hesselbarth Katrin Schreiter                     | 3:21,25    |
| 4     | Großbritannien | Lorraine Hanson Phylis Smith Sally Gunnell Linda Keough                                                                                                  | 3:22,01    |
| 5     | Nigeria        | Fatima Yusuf Mary Onyali (Finale) Airat Bakare Charity Opara im Vorlauf außerdem: Omotayo Akinremi                                                       | 3:24,45    |
| 6     | Kanada         | Rosey Edeh Karen Clarke Cheryl Allen Charmaine Crooks | 3:27,42    |
| 7     | Spanien        | Julia Merino Blanca Lacambra Sandra Myers Gregoria Ferrer (Finale) im Vorlauf außerdem: Esther Lahoz                                                     | 3:27,57    |
| 8     | Ungarn         | Edit Molnár Ágnes Kozáry Noémi Bátori Judit Forgács | 3:29,07    |

## Video
- Women's 4x400m Relay World Champs in Tokyo 1991 auf youtube.com, abgerufen am 15. April 2020